# Godfrey Oboabona
Godfrey Oboabona (Akure, 16 de agosto de 1990), é um futebolista Nigeriano que atua como zagueiro. Atualmente, joga pelo Al-Ahli.

## Carreira
Oboabona representou o elenco da Seleção Nigeriana de Futebol no Campeonato Africano das Nações de 2013.

## Títulos
Nigéria
- Campeonato Africano das Nações: 2013